# نيكو جيسي
نيكو جيسي (بالهولندية: Nico Jesse)‏ هو طبيب ومصور هولندي، ولد في 22 أغسطس 1911 في روتردام في هولندا، وتوفي في 21 يناير 1976.

## وصلات خارجية
- نيكو جيسي على موقع ميوزك برينز (الإنجليزية)